# RS-28 (Rakete)
Die RS-28 „Sarmat“ (russisch РС-28 Сармат) ist eine Interkontinentalrakete aus russischer Produktion. Im GRAU-Index wird sie 15A28 bezeichnet und der NATO-Codename lautet SS-X-30 Satan 2.

## Name
Der russische Name RS-28 „Sarmat“ ist eine Referenz an das Nomadenvolk der Sarmaten, die NATO-Bezeichnung „Satan 2“ ergibt sich daraus, dass die RS-28 nicht nur als Nachfolgerin der R-36M mit dem NATO-Code „Satan“ gilt, sondern auch gleich aufgebaut ist.

## Entwicklung
Die Entwicklungsarbeiten begannen 2009 im Staatlichen Raketenzentrum Makejew in Miass. Die RS-28 „Sarmat“ soll bei den Strategischen Raketentruppen Russlands die aus der Sowjetzeit stammenden R-36M (NATO-Codename: SS-18 Satan) und UR-100N (NATO-Codename: SS-19 Stiletto) ersetzen. Gemäß dem russische Verteidigungsministerium sei die Entwicklung unter anderem eine Reaktion auf das US-System Prompt Global Strike. Im Jahr 2018 lag die RS-28-Produktion auf Basis eines 2011 unterzeichneten Produktionsvertrags etwa zwei Jahre hinter dem Zeitplan zurück, im November 2019 sprach die Nuclear Threat Initiative (NTI) von vier Jahren Rückstand. Zu diesem Zeitpunkt war das System noch nicht als Ganzes getestet worden. Der erste Prototyp der Rakete wurde 2015 fertiggestellt.

### Flugtests
Stand September 2024 wurde die RS-28 fünfmal getestet. Vier dieser Tests schlugen fehl.
Ab Dezember 2017 wurden mindestens drei sogenannte „Auswurftests“ (englisch „Ejection-Test“) durchgeführt. Dabei wird das Kaltstartverfahren getestet, bei dem die Rakete aus dem Raketensilo ausgestoßen wird, ohne dass dabei das Raketentriebwerk der ersten Raketenstufe gezündet wird.
Nachdem der erste Flugtest des Gesamtsystems für das Jahr 2017 angekündigt war, fand dieser fünf Jahre später am 20. April 2022 um 15:12 Moskauer Zeit statt. Dabei wurde die Rakete aus einem Raketensilo im Kosmodrom Plessezk gestartet. Anschließend sollen die Sprengkopfattrappen laut russischen Angaben zielgenau auf dem Raketentestgelände Kura auf der Halbinsel Kamtschatka eingeschlagen sein. Nach dem Test pries der russische Präsident Wladimir Putin die Rakete als technologisch überlegen. Das US-amerikanische Verteidigungsministerium schätzte den Test nicht als Bedrohung ein, Sprecher John Kirby nannte ihn Routine, Russland hatte die USA vorab informiert. Die technische Überlegenheit wurde ebenfalls angezweifelt; die neue Rakete könne nichts, was ihr Vorgänger nicht auch beherrscht hätte; selbst die Ausrüstung mit möglicherweise zwei Awangard-Gleitflugkörpern müsse nicht ein Vorteil gegenüber den 10 Sprengköpfen der Vorgängerraketen sein.

NASA FIRMS Bilder des Brandes vom 20. und 21. September 2024 auf dem Kosmodrom Plessezk nach dem fehlgeschlagenen RS-28 Test.

Ein dritter Flugtest erfolgte laut US-amerikanischen Beamten Ende Februar 2023. Auch bei diesem Test sollen die USA vorab informiert worden sein. Der Flugtest soll mit einer Havarie geendet haben. Ein im September 2024 erfolgter fünfter Test schlug offensichtlich ebenfalls fehl. Satellitenbildern zufolge scheint die Rakete beim Start oder unmittelbar nach dem Start explodiert zu sein. Bei der Explosion wurde das Raketensilo zerstört.

## Technik
Die RS-28 Sarmat ist eine dreistufige Interkontinentalrakete mit Flüssigkeitsraketentriebwerken. Ein Großteil Technik basiert auf der R-36M. Die RS-28 soll eine Gesamtmasse von rund 208 t haben, rund 35 m lang sein und eine Maximalreichweite von rund 18.000 km besitzen und aus Raketensilos gestartet werden. Verglichen mit der US-amerikanischen LGM-30 Minuteman III wäre die Sarmat damit ungefähr sechsmal so schwer und doppelt so lang.
Die Sarmat kann eine geschätzte Nutzlast von 10 t transportieren. Laut Generaloberst Sergej Karakajew (Befehlshaber der strategischen Raketentruppen des russischen Militärs) soll die Rakete mehrere Awangard-Stratosphären-Gleitflugkörper transportieren können. Die russische Angabe, sie könne über 15 MIRV-Nuklearsprengköpfe befördern, wird von Nuklearwaffen-Forschern der Federation of American Scientists als übertrieben angesehen, sie gehen von maximal 10 Sprengköpfen aus. Die RS-28 soll über eine leistungsstarke erste Raketenstufe verfügen. Somit soll sie schneller als bisherige Interkontinentalraketen die unteren Atmosphärenschichten durchqueren. Dadurch wird eine Lokalisierung durch weltraumbasierte Sensoren erschwert.

## Indienststellung
Die RS-28 sollen in ausgedienten R-36M-Raketensilos stationiert werden. Die Rakete soll laut einer Aussage im Jahr 2014 von einer ungenannten Quelle aus dem russischen Verteidigungsministerium bei den russischen Streitkräften in Uschur und Dombarowski in sieben Regimentern stationiert werden. Die Quelle sprach dabei von 46 Raketen. Dmitri Rogosin, der damalige Chef der Raumfahrtbehörde Roskosmos, äußerte sich der Agentur Interfax zufolge am 22. Mai 2022, Russland beabsichtige bis Ende Herbst 2022 rund 50 neue Interkontinentalraketen vom Typ RS-28 in den Dienst zu stellen. Die Raketen sollen im sibirischen Krasnojarsk produziert werden. Die Serienproduktion soll laut russischen Quellen angeblich im November 2022 begonnen haben. Unter Berufung auf Roskosmos-Direktor Juri Borissow berichteten russische Medien Anfang September 2023, die RS-28 sei nun in Dienst. Im Widerspruch dazu ließ der Verteidigungsminister Sergei Schoigu am 7. Oktober 2023 anlässlich eines Besuchs der Rüstungsfabrik Kramasch in der sibirischen Stadt Krasnojarsk verlauten, die Sarmat-Raketen würden „in naher Zukunft in den Dienst gestellt“.